# Slussens historia

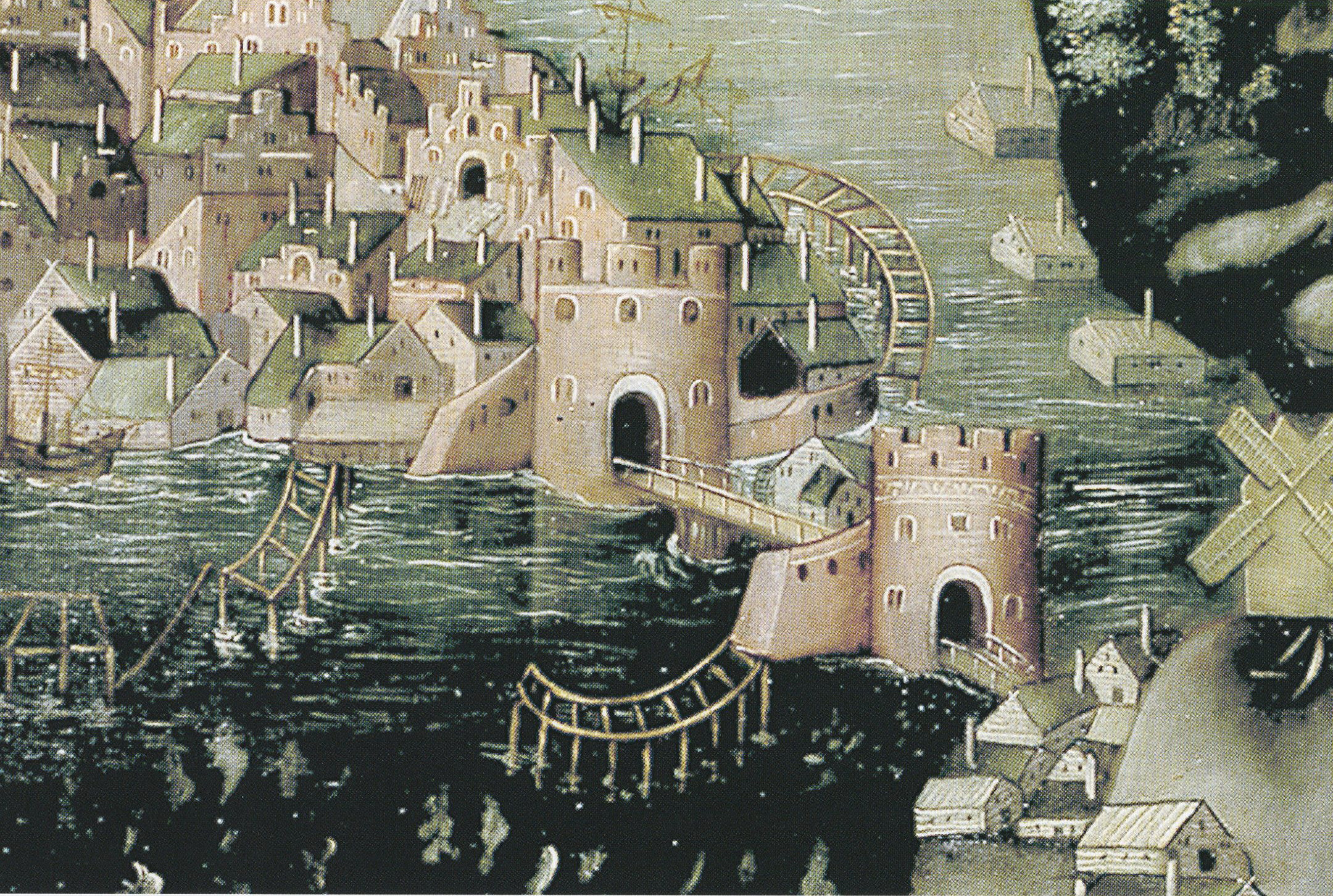
Slussenområdet 1535 på Vädersolstavlan.

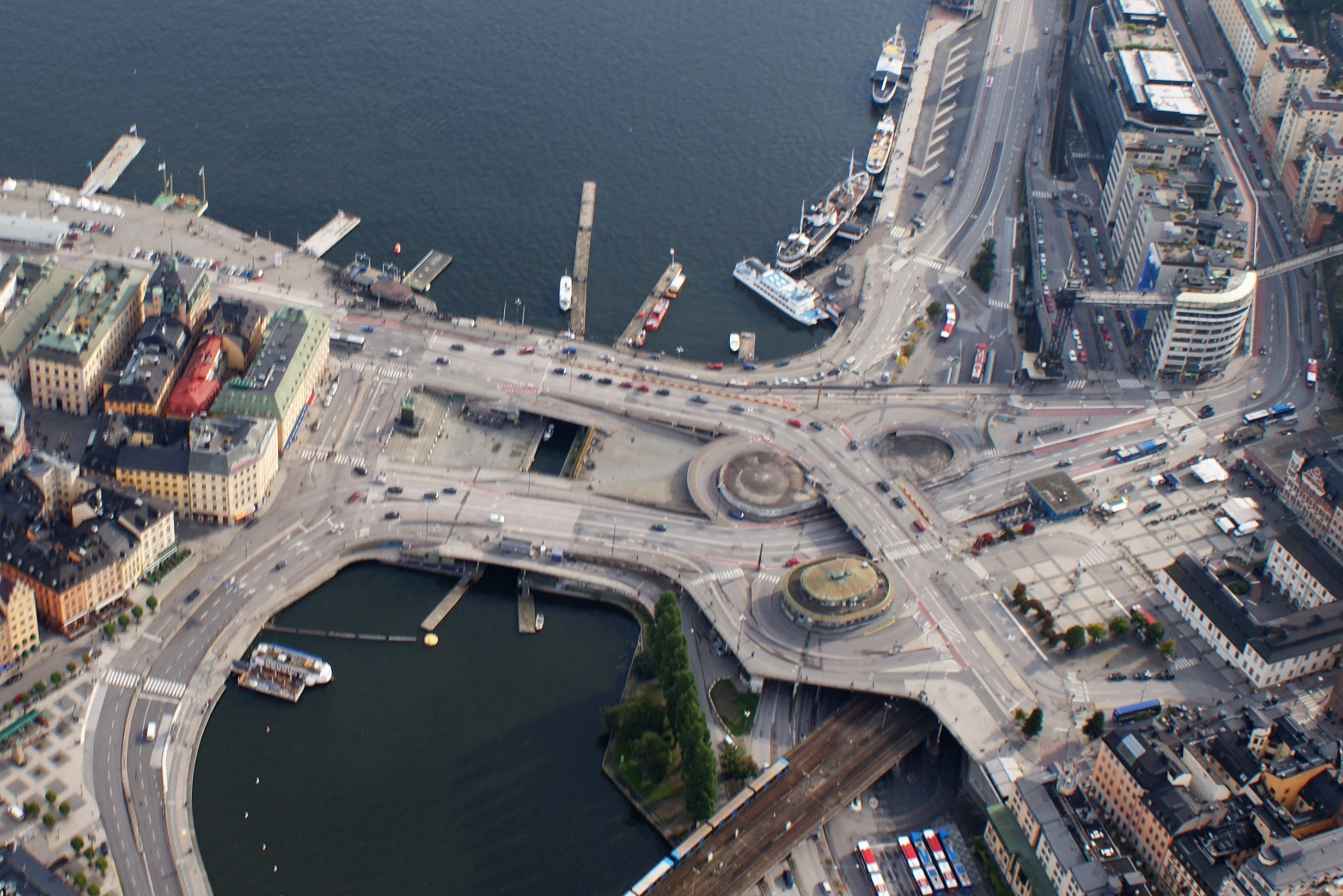
Slussenområdet 2012.

Slussens historia går tillbaka till medeltiden och berör ett område i Stockholm kallat Slussen. Området är beläget på norra Södermalm närmast Gamla stan. Här har funnits i alla tider en för Stockholm viktig korsning mellan färdvägen söderifrån och vattenvägen som förbinder Mälaren med Östersjön. Under århundradens lopp har denna trafikplats ändrat skepnad ett flertal gånger. Områdesnamnet Slussen började användas på Stockholms officiella kartor först efter ombyggnaden 1936. Innan dess syftade Slussen på olika slussanläggningar i Söderström.
Sedan år 2016 pågår Projekt Slussen  avseende byggarbeten för den senaste förändringen av Slussenområdet som beräknas vara avslutat omkring år 2025.

## Historia

### Tiden innan en sluss fanns

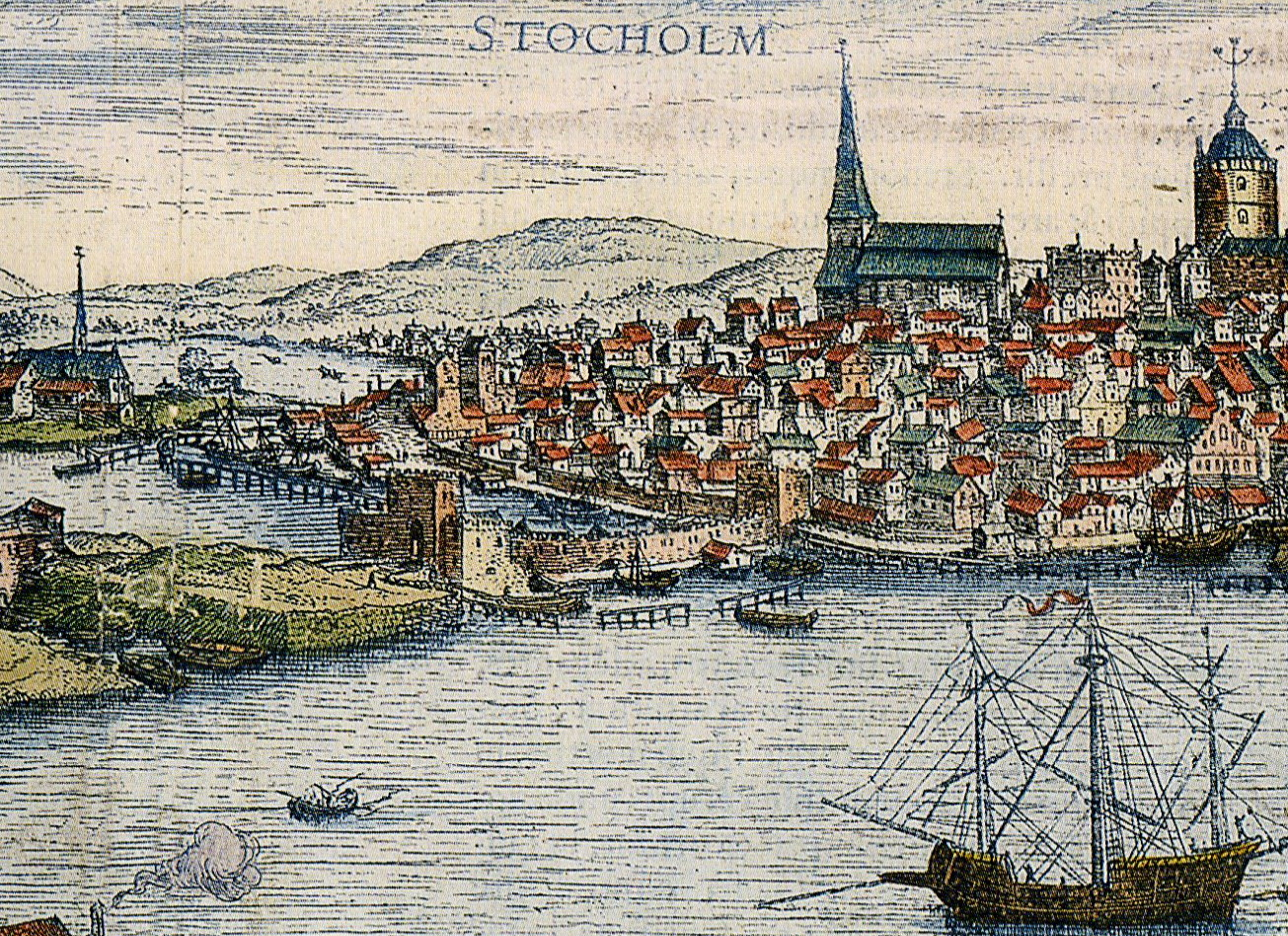
Området innan en sluss fanns, 1560-tal.

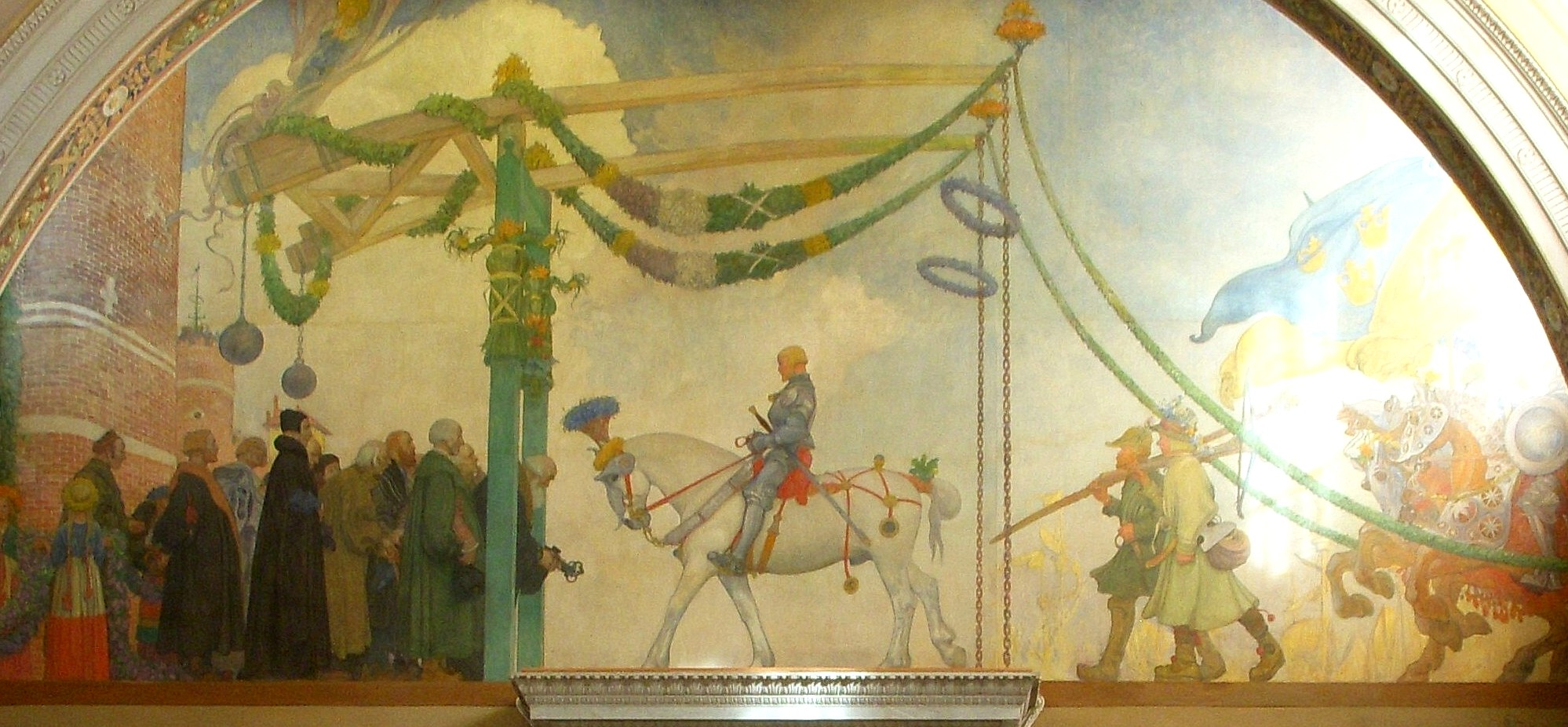
"Gustav Vasas intåg i Stockholm 1523".

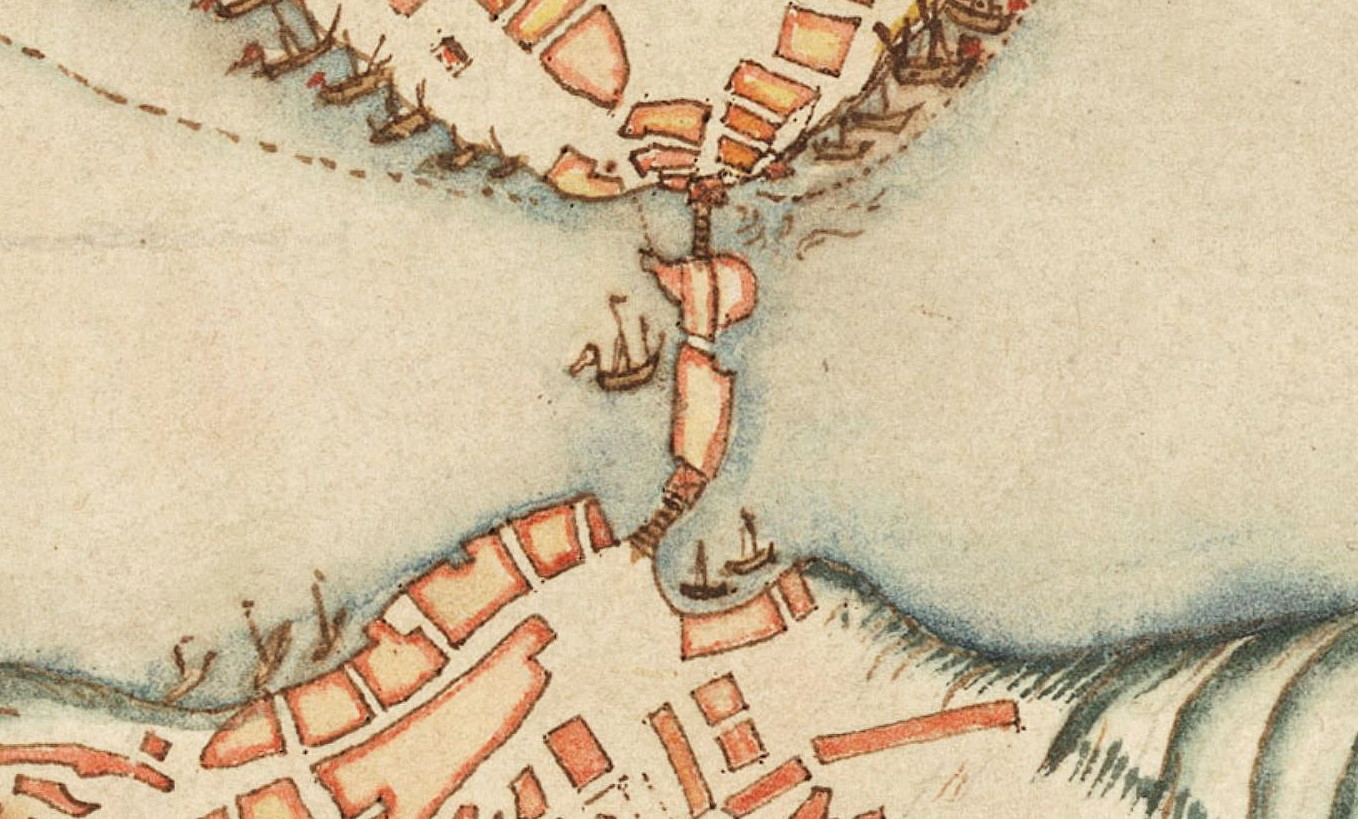
Slussenområdet, troligen 1642.

På vikingatiden var vattenvägarna norr och söder om holmen som sedermera skulle komma att kallas Stadsholmen den enda segelbara leden mellan Mälaren och Östersjön. Under medeltiden hade Norrström spärrats av med pålspärrar, varefter bara Söderström blev kvar som farbar vattenväg. Vattenförbindelsen via Söderström fick allt större betydelse, både ekonomiskt och strategiskt.
Redan på 1280-talet omtalas broar över vattenpassager genom landtungan mellan Stadsholmen och Åsön, nuvarande Södermalm. Vattenpassagerna utgjordes av Lilleström i söder vars övergång hade en vindbrygga. Den norra, Kvarnströmmen, var överbyggd av vattenkvarnar samt slakt- och fiskehus. Området (Söderport) var befäst med en vallgrav, en försvarsvall och tre försvars- och porttorn, ett inre, ett mellersta och ett yttre. Det mellersta revs 1637 i samband med bygget av Drottning Kristinas sluss. Inre och yttre Södre Torn syns även längst ner till höger på Vädersolstavlan från 1535.
Genom dessa torn och över en vindbrygga red Gustaf Vasa på sitt intåg i Stockholm 24 juni 1523, illustrerad på en monumentalmålning av Carl Larsson kring år 1900. Historikern Anders Fryxells skildring av händelsen: 
"Det skedde midsommarafton 1523. Ridande på en hög och ståtligt smyckad häst, omgifven af riddare och unga hofmän i glänsande rustningar och följd av af en oräknelig hop, nalkades Gustaf från Södermalm till staden. Vid porten mötte honom de äldsta och förnämsta af borgerskapet och lämnade honom stadens nycklar. Glada strömmade de så länge instängda och förtryckta borgarne mot friheten, sina befriare och sina kommande landsmän till mötes."
Med landhöjningen i Stockholmstrakten och den större skillnaden mellan Mälarens och Saltsjöns nivåer blev det allt svårare att passera Söderström, speciellt i samband med vårfloden. Man var tvungen att mot avgift låta dra eller staka båtarna i vattenströmmen, vilket med tiden blev både farligt och opraktiskt. Många fartyg gick på grund i det grunda vattnet. Att anlägga en sluss på platsen för Lilleström var ett sätt att lösa problemet.
Vid 1630- och 1640-talen präglades Stockholm av intensiv stadsplane- och byggverksamhet. Den medeltida småstaden skulle på kort tid förvandlas till en av Europas modernaste huvudstäder. Gränsen mellan Södermanland och Uppland, som tidigare gick genom Gamla stan  flyttades till Lilleström. Under amiralen och överståthållaren Clas Larsson Fleming utfördes de första regleringarna på Norr- och Södermalm, allt under överinseende av hans chef Axel Oxenstierna. Nu skulle även den farliga och omoderna fartygspassagen mellan Mälaren och Saltsjön byggas bort och den tekniska kunskapen hämtades från Holland.

### Drottning Kristinas sluss, 1642 och ny bebyggelse på Södermalmssidan

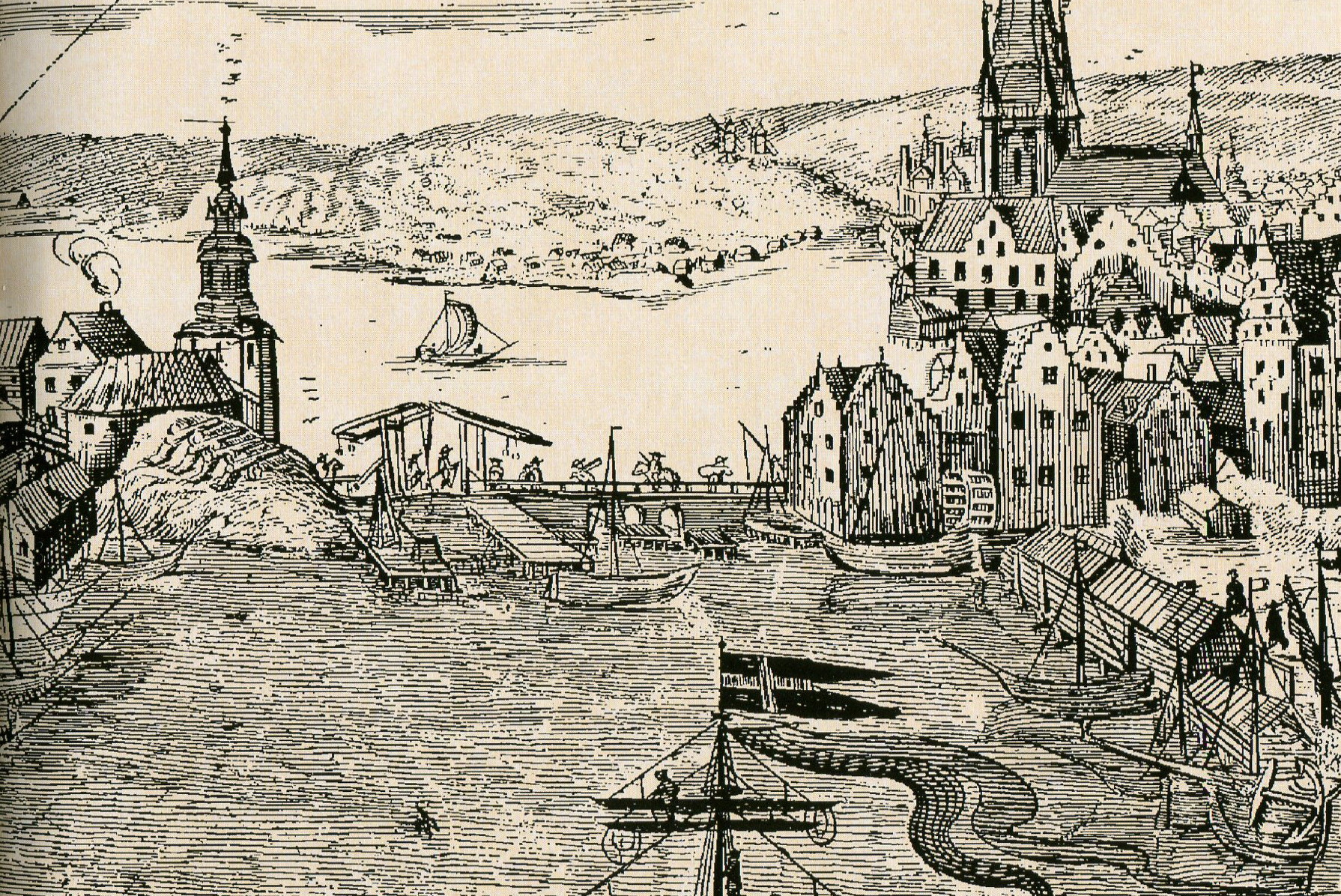
Drottning Kristinas sluss 1650

Den första slussen på denna plats kallas Drottning Kristinas sluss eller Kristinaslussen efter dåvarande monarken, Drottning Kristina. Den konstruerades och byggdes av holländare mellan 1637 och 1642. Kristinaslussen blev 5,92 meter bred och 1,48 meter djup, längden var troligen 40 meter, eller i dåvarande måttenhet (fot): 20 fot bred, 5 fot djup och 135 fot lång. I en ordningsstadga från 28 september 1642 kallas den nybyggda slussen för "slysan" som var 1600-talets variant av ordet.
När anläggningen varit i drift i tjugo år flyttades järnhanteringen 1662 från Järntorget i Gamla stan till Järngraven vid Södermalmstorg, belägen söder om Drottning Kristinas sluss. På 1660-talet uppfördes här Södra stadshuset efter ritningar av dåvarande stadsarkitekten i Stockholm, Nicodemus Tessin d.ä. Huset skulle fungera som generalfaktorikontor, ett huvudkontor för internationell handel. Via Järngraven gick 40 procent av världens järnexport som huvudsakligen utgjordes av stångjärn från Bergslagen. Redan i början av 1700-talet hade Drottning Kristinas sluss blivit för liten och krav på en ny, större och bättre sluss restes.

### Christopher Polhems sluss, 1755

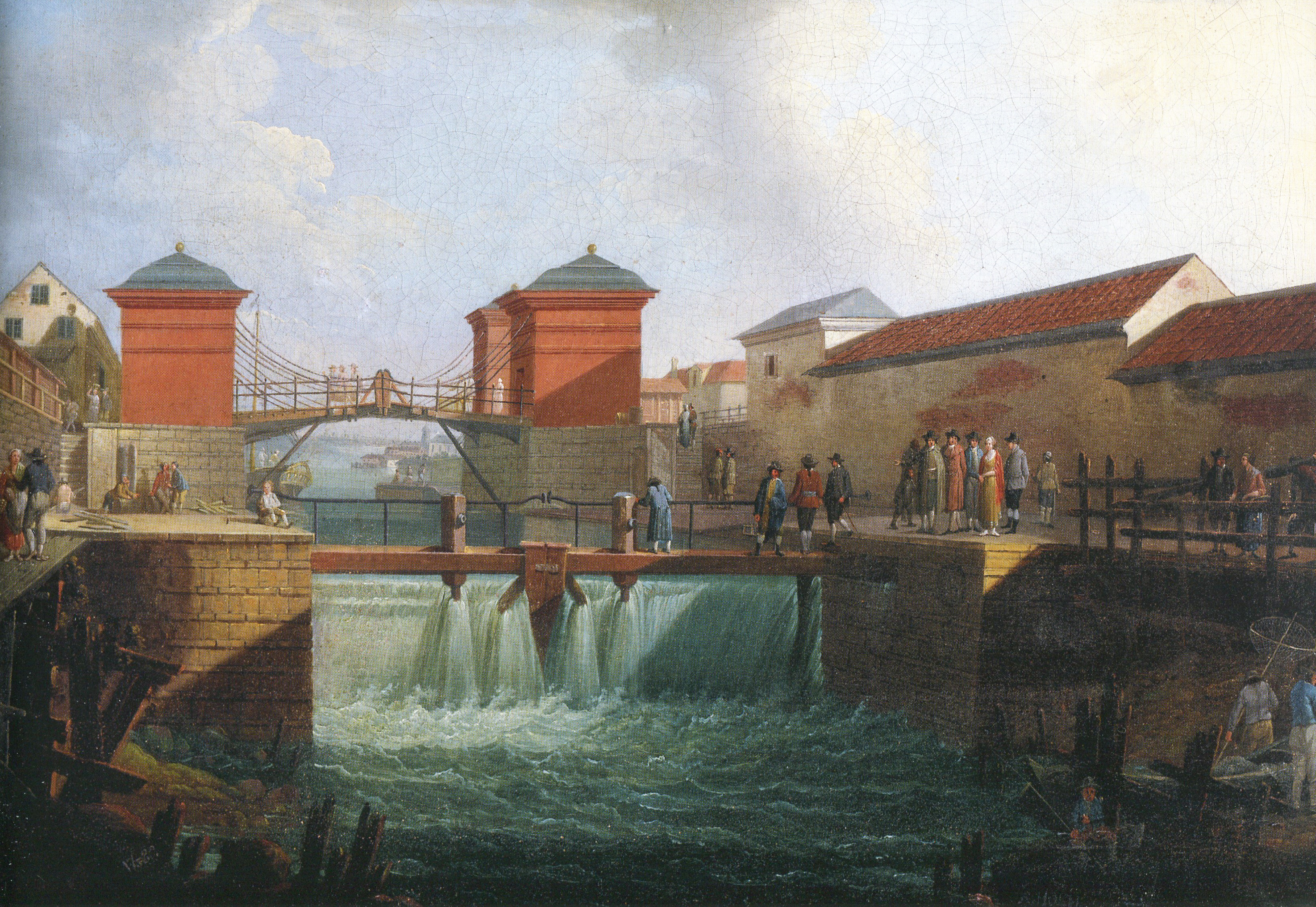
"Röda slussen" enligt en oljemålning av Anders Holm 1780.

Det skulle ta nästan 50 års diskussioner och utredningar innan bygget av den nya slussen kom igång år 1744. Uppdraget att leda arbetena gick till ingenjören, byggmästaren och arkitekten Christopher Polhem (även kallad "den svenska mekanikens fader") som då var 83 år gammal. Den nya slussen blev 44,4 meter (150 fot) lång, 9,5 meter (32 fot) bred och 3 meter (10 fot) djup. Den var till en början utrustad med endast en vindbrygga. Den kallades "Röda slussen" och flankerades av fyra torn i rött tegel, där maskineriet för vindbryggan fanns. Den östra vindbryggan byggdes 1793, den var mindre och kallades "Blå slussen" efter den blåmålade upphissningsanordningen.  Polhem tillämpade samma byggnadsmetod som holländarna med Kristinaslussen: han lät bygga en kassun av trä vid Kornhamnstorg som flottades på plats och kläddes med kalksten. Polhem avled 1751 i ”hetzig feber” och hans son Gabriel Polhem slutförde projektet. Anläggningen invigdes den 2 maj 1755.
En mycket detaljrik modell över Polhems sluss finns på Tekniska museet i Stockholm. Modellen byggdes 1766 av Jonas Norberg som var föreståndare på Kungliga Modellkammaren och en av Polhems närmaste medarbetare. Norberg hade även varit med om själva slussenbygget femton år tidigare och han kände till dess konstruktion in i minsta detalj. Modellen tillverkades för att vara en sorts "reparationshandledning".

### Nils Ericsons sluss, 1850

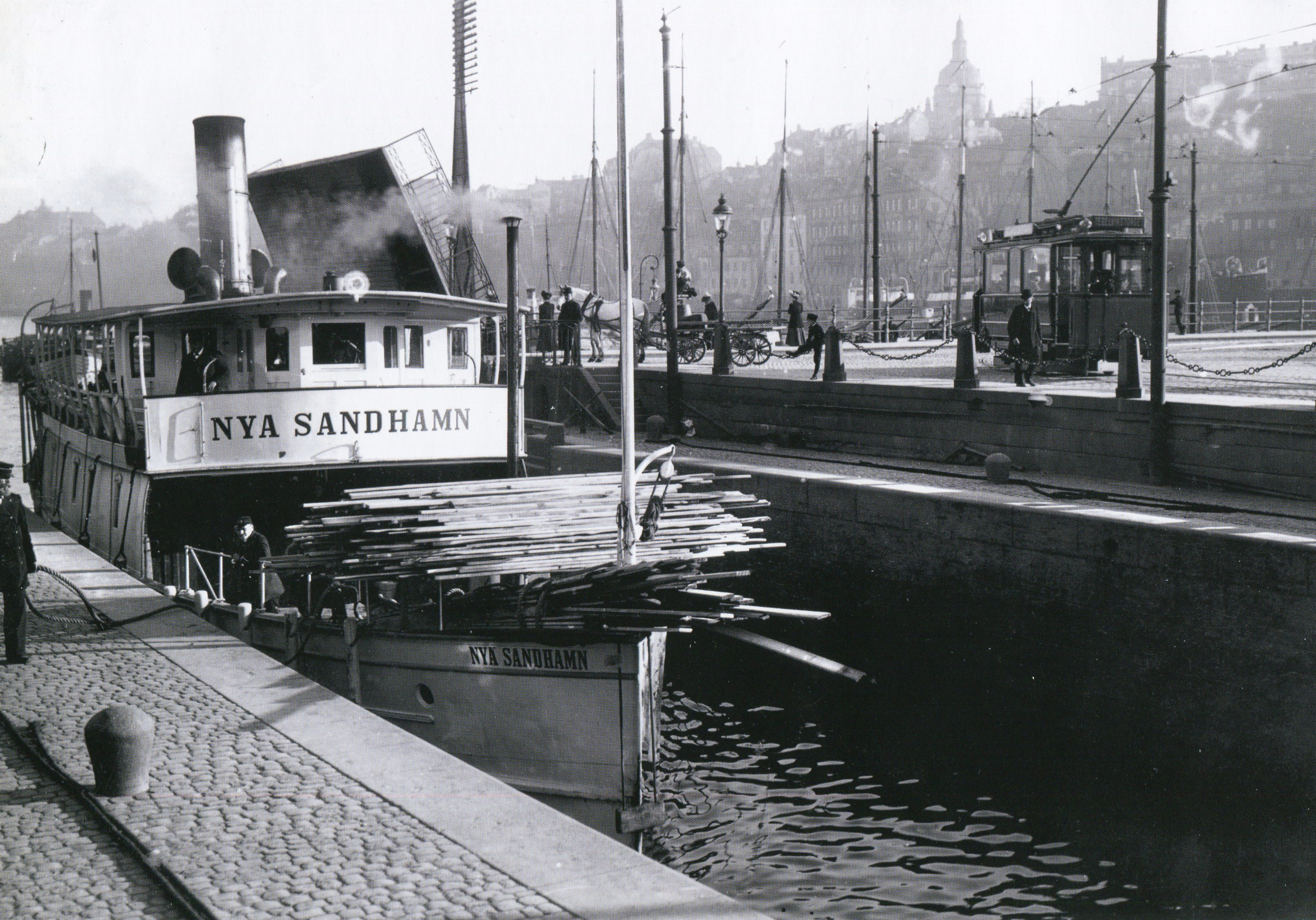
Nils Ericsons sluss 1900.

Under 1800-talets första hälft hade Christopher Polhems sluss från 1755 också blivit för liten. Större djup var viktigt för alla tegeltransporter från Mälardalens talrika tegelbruk. År 1836 beviljade kung Karl XIV Johan medel för en ny slussanläggning under förutsättning att Stockholms stad skulle stå för lika mycket. Två gånger utlyste staden en tävling, men ingen anmälde sig och tidigare förslag som bland annat omfattade en helt ny vattenväg via Årstaviken och Hammarby sjö förkastades. Slutligen erbjöd sig Nils Ericson 1845 att rita en ny sluss och leda arbetet. Hans förslag gick ut på att anlägga den nya slussen norr om den gamla i den så kallade Kvarnströmmen. Ericsons sluss blev 45 meter lång, men 9,5 meter bred och 3,6 meter djup. Slussportarna gick snabbare att öppna och stänga än de gamla, och över slussbassängens båda ändar byggdes moderna klaffbroar med två klaffar vardera. Den 28 november 1850 invigdes anläggningen av kung Oscar I med familj.
Efter att Nils Ericsons sluss hade tagits i bruk 1850 gestaltades platsen strikt symmetriskt med nya Ericsons sluss i norr och gamla Polhemsslussens kanal i syd, den senare kringbyggd av en saluhall kallad Fiskarhuset. Däremellan anlades, närapå kvadratiskt, Karl Johans torg med den centralt placerade  Karl XIV Johans staty från 1854. I samband med bygget av Karl Johansslussen 1935 däckades Nils Ericsons sluss över och används sedan dess som regleringsränna för Mälaren.

### Regleringsförslag i början av 1900-talet

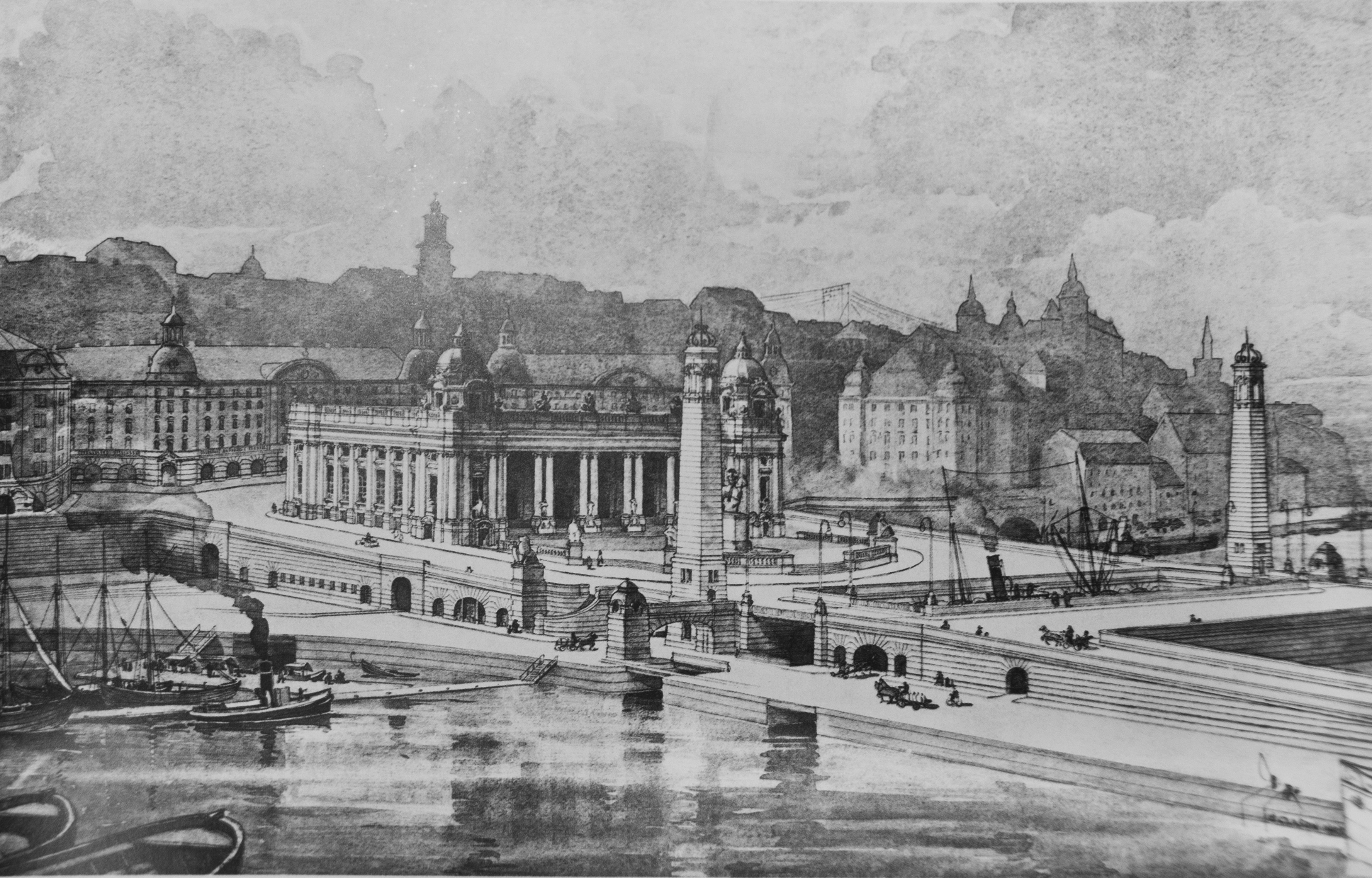
Isak Gustaf Clasons förslag, 1905.

Ökande trafik på vattnet, på vägarna och på spår i kombination med ständiga broöppningar ledde kring sekelskiftet 1900 till omfattande trafikproblem i Slussenområdet. En lång rad ingenjörer och arkitekter sökte en lösning på problemet. År 1895 presenterade ingenjörerna Johan Gustaf Richert och Fredrik Enblom två alternativ till ombyggnad av Slussenområdet med en ny stor sluss. Det ena alternativet föreslog en nordlig placering diagonalt genom Gamla stans södra kvarter Narcissus, Cadmus, Achilles och Medusa. Det andra förordade en central placering över Karl Johans torg. År 1902 kom Richert och Enblom med ytterligare ett förslag där Södra stadshuset revs och ett helt nytt Södermalmstorg skulle skapas. Samtliga förslag förkastades.
År 1905 framlades en ny lösning av Richert och Enblom där arkitekt Isak Gustaf Clason stod för den estetiska gestaltningen i nybarock. Ferdinand Boberg, dåvarande chef för Stockholms Byggnadskontor, utformade 1906 en egen monumentallösning. Även Bobergs förslag förutsatte en rivning av Södra stadshuset, vilket inte gillades av Samfundet S:t Erik och Svenska Teknologföreningen. 1913 presenterade den ansedde arkitekten Carl Bergsten ett eget förslag där Södra stadshuset bevarades. Under första världskriget vilade frågan. Efter kriget och fram till 1930 ökade trafiken ungefär 800 procent. En trafikräkning år 1930 visade att cirka 240 000 människor passerade slussbroarna dagligen, av dessa färdades cirka 150 000 med spårvagn eller buss. Trafiksituationen blev ohållbar och betecknades av allmänheten för Slusseneländet.
Ett nytt Slussenområde behövdes, som fick ta hänsyn till sjö-, land- och spårtrafik och inte som tidigare bara till sjötrafiken genom slussen. I april 1931 sammanträdde Slussbyggnadskommittén för första gången. Det högsta ansvaret hade borgarrådet Yngve Larsson, som var ordförande för 1930 års trafikkommitté, Slussbyggnadskommittén och gatunämnden. Planeringsarbetet leddes av ingenjör Gösta Lundborg på stadsplanekontoret och arkitekt Tage William-Olsson. 1934 blev Holger Blom ansvarig arkitekt för projektet, medan William-Olsson kvarstod som fristående konsult.

### 1935 års trafikplats och sluss
I mars 1931 beslöt Stockholms stadsfullmäktige att anslå erforderliga medel till en ombyggnad av slussområdet i enlighet med det förslag som framlagts av 1930 års trafikkommitté. Samma år började byggarbetena med den nya slussen och trafikplatsen. Stora delar av den äldre bebyggelsen revs, bland annat all bebyggelse ner mot nordost och Stadsgården. Här fanns rederikontor, klädaffärer, urmakeri och depeschbyråer. Även byggnaden med den populära Källaren Pelikan vid Brunnsbacken 4 försvann. Namnet lever vidare i en av Slussens slingor, Pelikanslingan. Södra stadshuset, som då var mycket nedgånget, bevarades, likaså tegelbyggnaden för Stockholms sjömanshem.
Karl Johansslussen och trafikplatsen Slussen invigdes den 15 oktober 1935 av kung Gustaf V under högtidliga former. Tusentals stockholmare stod längs Slussens körbanor och bevittnade ceremonin. En trafikmätning från 1938 visade att trafikapparaten Slussen fungerade som förväntat. Det året passerade ungefär 31 000 fordon per dygn utan hinder genom Slussens klöverbladskorsning (år 2011 var det mellan 70 000 och 75 000 fordon). Bara en månad efter Slussen invigdes Västerbron som avlastade Slussenområdet från genomgångstrafiken.

#### Trafikplatsen

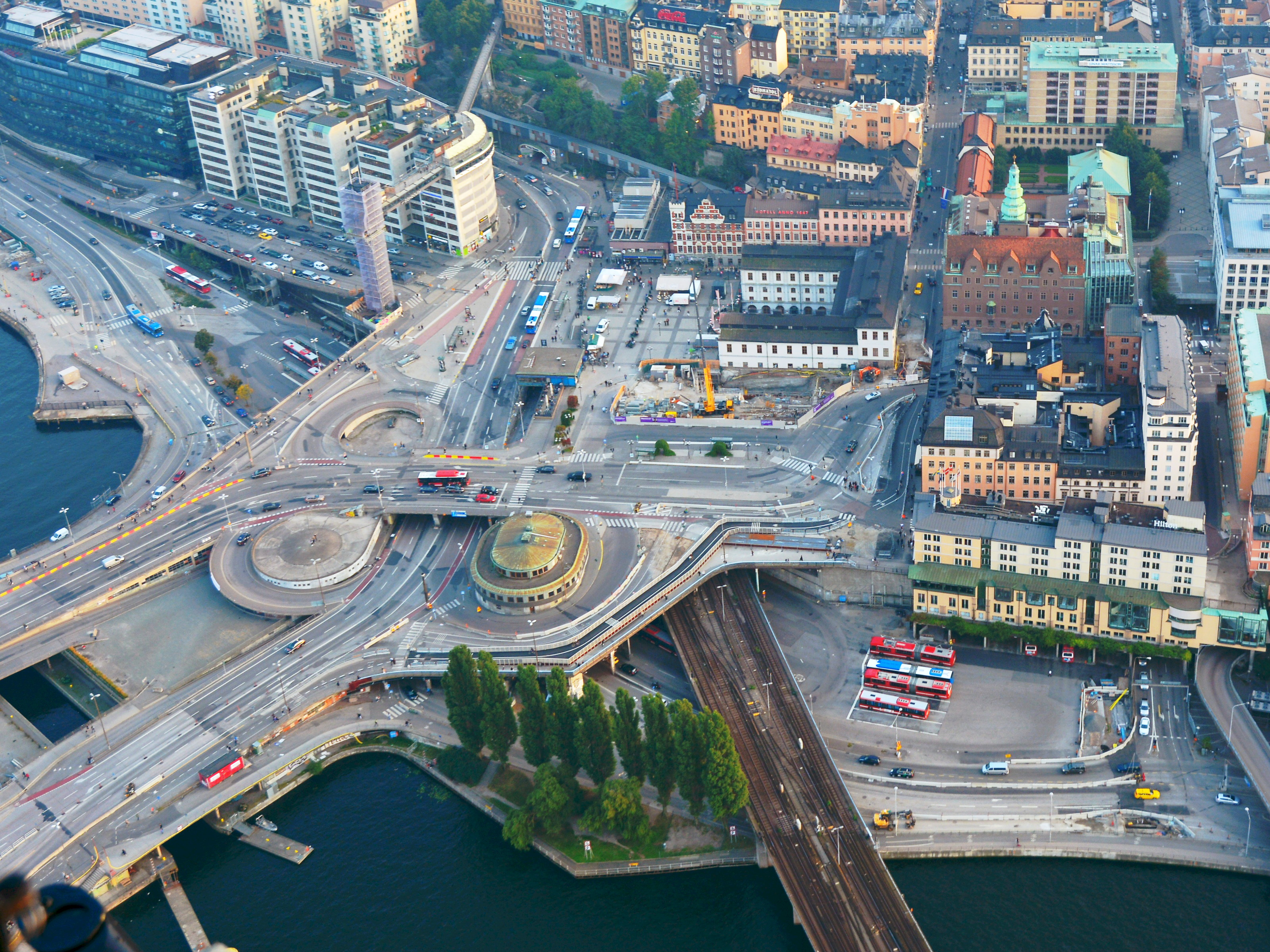
Slussenområdet från luften 2014

Problemet var att på ett smidigt sätt koppla ihop Skeppsbron och Munkbron i norr med Katarinavägen och Hornsgatan i syd, samt Söder Mälarstrand i väst med Stadsgården i ost. Det var också viktigt att den nya konstruktionen kunde hantera flera trafikslag. Allt skulle helst ske planskilt och utan reglering genom polisman eller av trafikljus. 
Lösningen blev en klöverbladskorsning, troligen Europas första. Slussens trafikapparat utformades med tre slingor och i tre plan. I kajplanet låg lokalgatorna Norra och Södra Järngraven samt en rangerbangård med koppling till stambanan. Här fick även Saltsjöbanan en ny slutstation 1936. I mellanplanet låg Katarinavägen som korsades av Skeppsbron/Hornsgatan på en viadukt. En viktig del av trafikapparaten utgjorde sammankopplingen av Saltsjöbanan, den helt nya tunnelbanan och spårvagnstrafiken.
Slussen gestaltades i för tiden typisk funktionalism, som framför allt kom till uttryck i Blå bodarnas butiksdel och kupoltak i glasblock. Slussens "trafikkarusell" hyllades för sina vackra linjer och blanka kakelväggar och gångstråk med småbutiker av ledande svenska arkitekturkritiker och den fransk-schweiziske arkitekten Le Corbusier. Kritik höjdes från konservativa arkitekter, som inte ville se detta stora betongbygge på en historiskt känslig plats som Slussen.

#### Karl Johansslussen

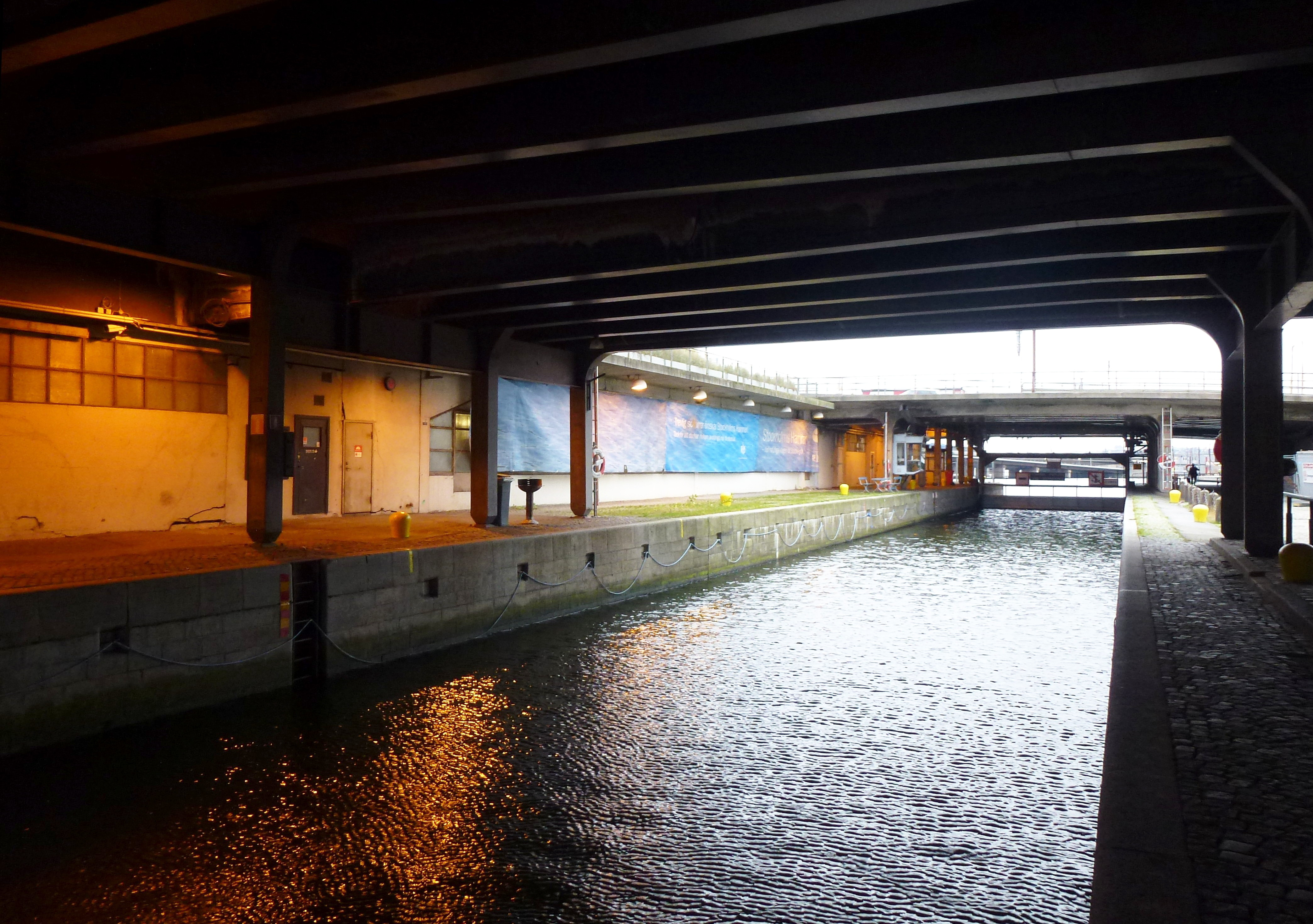
Karl Johansslussen i november 2014.

Karl Johansslussen var den fjärde slussen i ordningen. Byggarbetena påbörjades och avslutades samtidigt med trafikplatsen Slussen. Slusskanalen och -bassängen placerades rakt över dåvarande Karl Johans torg mittemellan de två tidigare slussarna, och för att undvika framtida trafikstörningar gjordes broarna fasta, förutom järnvägsbron. Under byggarbetena, som varade fyra år, kunde inga båtar och fartyg passera Söderström, de fick istället använda Hammarbyleden, den nya vattenvägen via Årstaviken och Hammarby sjö som öppnade för trafik 1929.
Slussbassängen var 75 meter lång, 10 meter bred och 3,5 meter djup. Den segelfria höjden låg mellan 4,9 meter och 5,5 meter beroende på det aktuella vattenståndet. Slussportarna öppnades och stängdes genom att lyftas upp till taket eller sänkas ner därifrån. Varje port hade ett eget maskineri. Denna typ av fällbara slussportar är ovanlig och kan öppnas och stängas oberoende av vattentrycket. Carl Bjuke, chef för konstruktionskontoret och kapten vid Väg- och vattenbyggnadsstyrelsen ansvarade för arbetena med slussen. Slussmaskineriet förnyades 1977 och då tillkom den lilla manöverhytten mellan två av pelarna.

### Övriga byggnader och anläggningar

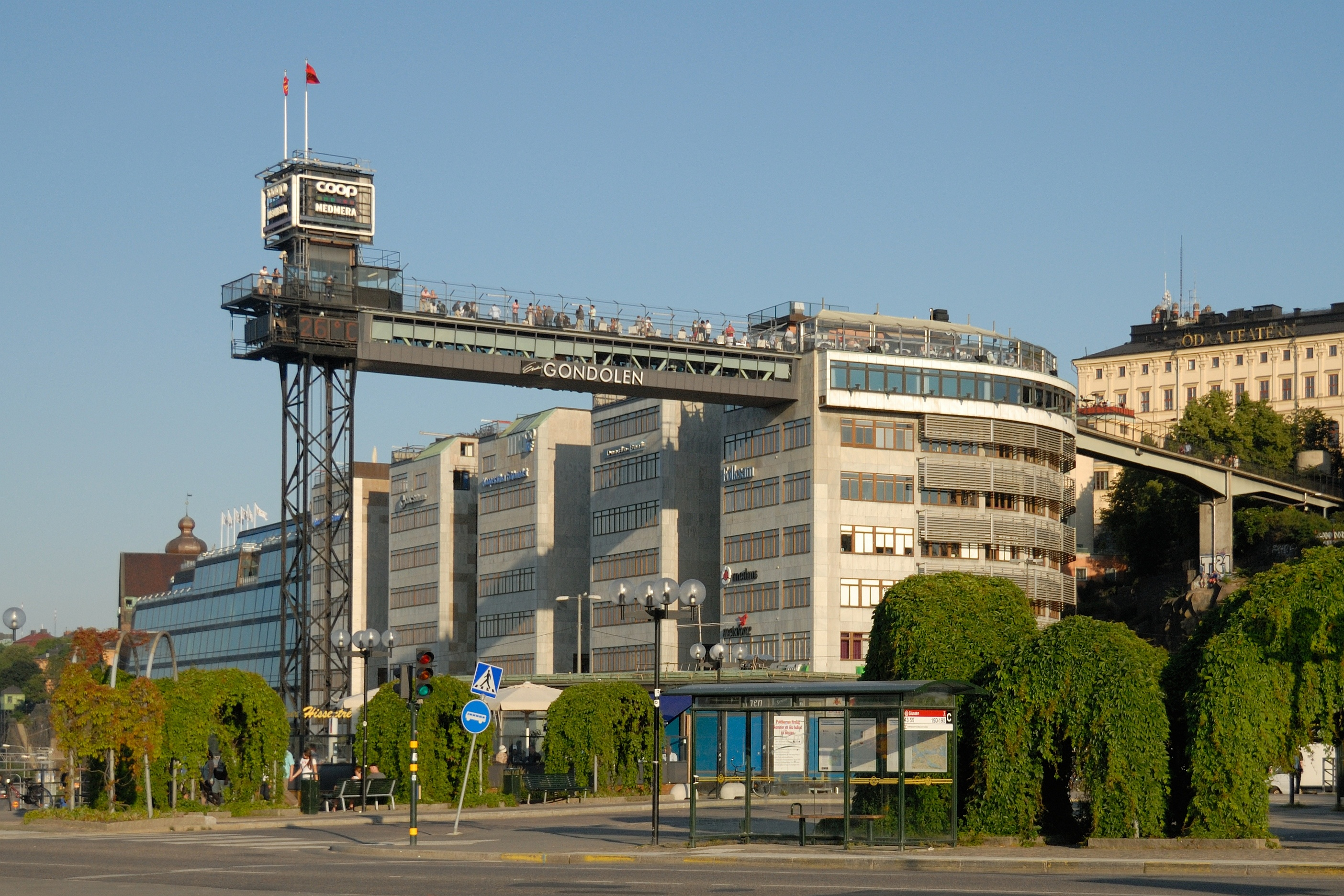
Katarinahissen och KF-huset, 2011.

Södra stadshuset  uppfördes under 1660-talet efter ritningar av Nicodemus Tessin d.y. och inrymmer sedan 1937 Stadsmuseet i Stockholm.
Redan från långt håll syns Katarinahissen som byggdes mellan 1933 och 1936 efter ritningar av KFAIs arkitekter Eskil Sundahl och Olof Thunström. Båda stod även för gestaltningen av det intilliggande KF-huset. Strax väster därom står Stockholms sjömanshem, en tegelbyggnad som fick sitt nuvarande utseende vid en omfattande ombyggnad år 1891. Arkitekten Edward Ohlsson ansvarade för fasadens omformning medan planritningarna signerades av F C Nyman.
På platsen för Yttre Söderport i kvarteret Södre Torn ritade arkitekt Arthur von Schmalensee 1954 den ovala byggnaden Kolingsborg, som revs i samband med den pågående nydaningen av Slussenområdet. Under slussenkarusellen återfinns Slussens tunnelbanestation, Slussens bussterminal och Saltsjöbanans ändstation. Högt över området lyser sedan 1909 Stomatolskylten, ursprungligen monterad på första Katarinahissen och sedan 1933 på bostadshuset Klevgränd 1B.
I samband med ombyggnaden av Slussenområdet försvann även flera gator, passager och platser, bland dem Pelikanslingan, Södra slingan, Mälarrampen, Saltsjörampen, Slussterrassen och Blå bodarna samt Gula och Gröna gången.

## Projekt Slussen

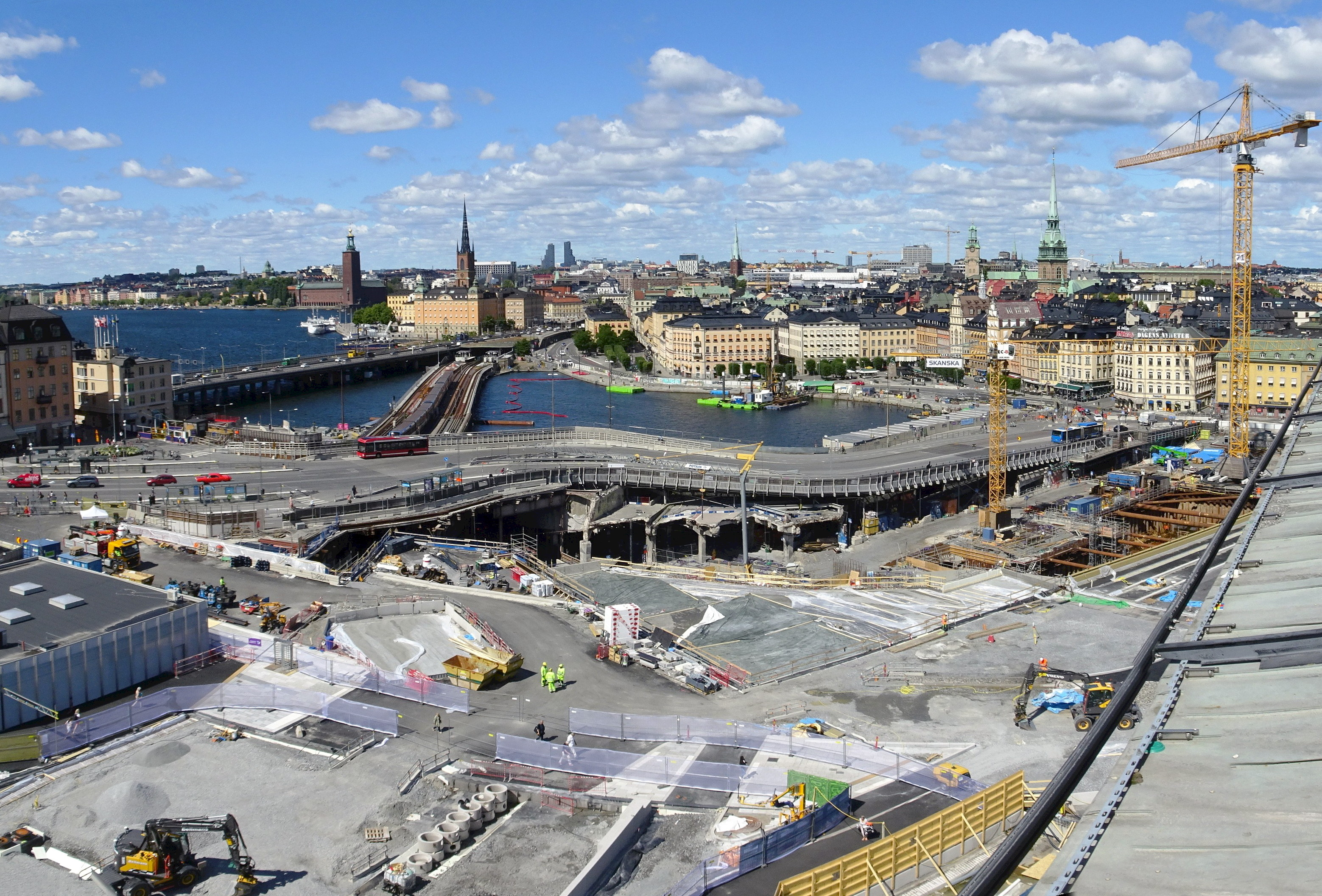
Byggplatsområdet sett från Katarinahissen, vy mot norr, juli 2020.

Slussens trafikapparat uppvisade redan från 1950-talets mitt omfattande skador på grund av bristfälligt utförd grundläggning, främst i östra delen. Enligt en byggnadsinventering utförd av Stockholms stadsmuseum 2005 var däremot Karl Johanslussens granitsidor, portar och kajer mycket välbevarade.
På 1990-talet började Slussens framtid att diskuteras på allvar. 2007 utlystes en arkitekttävling och flera arkitektkontor inkom med förslag till en nygestaltning av Slussenområdet, bland dem fanns Nyréns Arkitektkontor, Foster+Partners med Berg Arkitektkontor, Wingårdh Arkitektkontor, BIG (Bjarke Ingels Group) och Atelier Jean Nouvel. Den 17 april 2009 meddelades att majoriteten i Stockholms Stadshus utsett förslaget från Foster+Partners och Berg Arkitektkontor till vinnare. I september 2013 vann detaljplanen för Nya Slussen laga kraft.
Bygget av nya Slussen pågår från 2016 till 2025 och i den ingår en ny trafiklösning, ny bussterminal, nya avtappningskanalerna och själva slussen, men inte byggnaderna över torgplanet, undantaget glasbyggnaden på Södermalmstorg. Genom försäljning av byggrätter räknar staden med intäkter som bidrar till projektets finansiering. I och med den nya anläggningen kommer regleringen av vattennivåerna i Mälaren att få en tillfredsställande lösning.
Den första etappen av Slussens nya trafikplats invigdes den 26 oktober 2020 då den nya Slussbron, med dess anslutningar till Hornsgatan, Katarinavägen, och Skeppsbron, öppnades för trafik.